# Palazzo Troubetzkoy (Milano)
Palazzo Troubetzkoy è un edificio storico di Milano situato in via Mascheroni al civico 19.

## Storia
Il palazzo fu costruito a partire dal 1916 su commissione dello scultore e principe russo Paolo Troubetzkoy. 

## Descrizione
Il palazzo è decorato al pian terreno e al primo piano con un bugnato liscio a cornice dell'elaborato portale rettangolare con cornice e serraglia. I piani superiori sono caratterizzati ai lati da bovindi, mentre la parte centrale da una facciata in mattoni con finestre e finestre balcone decorati in stucco, per concludersi all'ultimo piano con una loggia. Sull'angolo tra via Mascheroni e via Pagano, l'ultimo piano presenta una cupola.